# Skellefteå Kraft
Skellefteå Kraftaktiebolag, producent av elkraft, fjärrvärmeleverantör och elnätägare, är den femte största kraftproducenten i Sverige. Bolaget är helägt av Skellefteå kommun och har cirka 600 anställda.
Skellefteå Kraft har verksamhet inom fem olika affärsområden: elkraft, elnät, värme, kommunikation och fastigheter.

## Kraftproduktion
Man producerade 2011 cirka 3 640 GWh el, varav 2 512 GWh (69%) från vattenkraft, 546 GWh (15%) från kraftvärme, 473  GWh (13%) från kärnkraft och 109 GWh (3%) från vindkraft. Bolaget äger drygt 20 vattenkraftverk i olika älvar i Norrland, främst Skellefteälven. Sedan 1977 är man också delägare i kärnkraftverken Forsmark 1, 2 och 3, vilka 2003 gav 580 GWh el. Bolaget är dessutom hel- och delägare i ett antal kraftvärmeverk i Sverige och Finland. Under 2000-talet har bolaget satsat stort på utbyggnaden av vindkraftverk.

## Kommunikation
Skellefteå Kraft har även etablerat sig som leverantör av telefoni och bredbandstjänster.  Den 7 juni 2007 deklarerades det att AllTele och Skellefteå Kraft skrivit ett bindande avtal om AllTeles övertagande av Skellefteå Krafts internet- och telefonitjänster. Avtalet innebär att AllTele ökar på sin kundstock med 15 000 kunder och man flyttar efter förvärvet sitt huvudkontor från Stockholm till Skellefteå. Övertagandet verkställdes den 1 oktober 2007.
I och med ovanstående avtal väljer Skellefteå Kraft nu att koncentrera sig på att göra det egna stadsnätet öppet för konkurrens. Tjänsteportalen där kunderna kan välja leverantör lanserades 2 september 2009.

## Historia

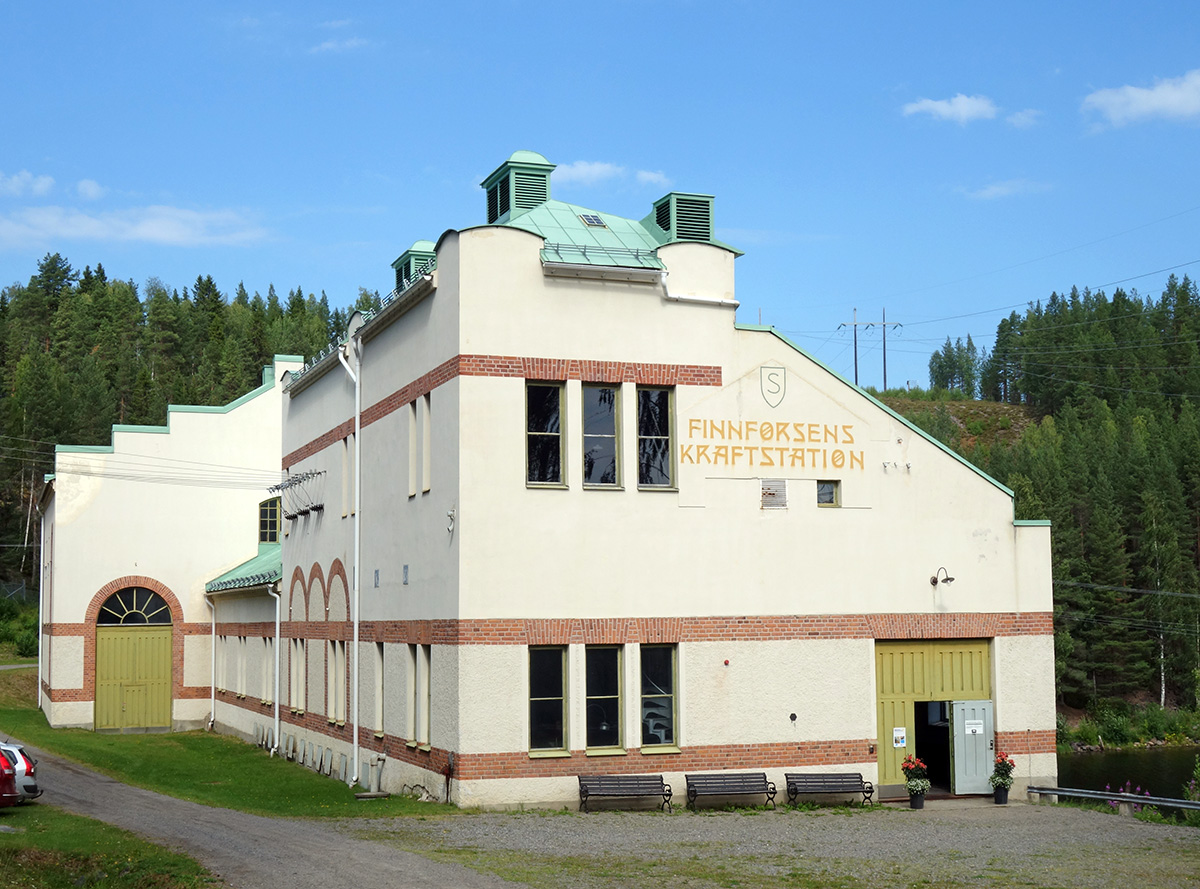
Finnforsens gamla kraftstation, tagen i drift 1908.

Skellefteå stads kraftverk bildades när stadsfullmäktige 1906 beslutade att bygga en kraftstation i Skellefteälven, och därmed utnyttja fallhöjden på 20 meter. Två år senare, den 1 juli 1908 kunde kraftstationen i Finnfors invigas. De fyra horisontella Francistvillingturbinerna producerade under det första året 16 GWh. Varje generator kunde generera 850 kW.
Det tillkom ett femte aggregat på 4 400 kW 1912, som placerades i en tillbyggnad mot norr. Den ritades också av Axel Bergman. 1912 var Finnfors med sina 7 800 kW den största kraftstationen i Norrland. 
I maj 1951 fattade stadsfullmäktige beslut om att bygga en ny station på den södra älvstranden. En turbin från Karlstads Mekaniska Verkstad och en generator från Asea skulle ge 20 MW. Det skulle finnas plats för ett aggregat till och dammen höjdes med 1,4 meter.
Den gamla kraftstationen stängdes 1955 och är sedan 1984 ett museum och byggnadsminne som "kan få en gammal elektrikers hjärta att klappa" enligt en gästande äldre ombudsman på 1950-talet. Se vidare Finnfors kraftstation. Den 5 augusti 1957 skapades Skellefteå Kraftaktiebolag.

## Ekonomi
År 2014 omsatte Skellefteå Kraft 3 800 miljoner kronor, och gjorde ett resultat e fin netto på totalt 486 miljoner kronor, soliditeten var 45,9 procent.

## Byggnader
Skellefteå Kraft både äger och förvaltar sina egna byggnader sedan tidigt 1900-tal.

### Huvudkontoret
Skellefteå Krafts huvudkontor i Skellefteå ritades ursprungligen 1964 av arkitekt Lennart Nilsson, som också har ansvarat för den fortsatta utbyggnaden under 20 år i form av hotell, konferenslokaler och kontor. Utanför entrén står sedan oktober 2010 konstverket "Kvinna i Zenit" av konstnären Linnéa Jörpeland.
År 2006 vann Josef Eder och General Architecture en tävling om en tillbyggnad. Det nya kontorshuset i koppar är 40 meter högt, har 11 våningar och rymmer cirka 145 kontorsrum. Kontorshuset har byggts för egen verksamhet och kontorsytan på cirka 7 000 kvadratmeter motsvarar i stort sett den äldre huvudbyggnaden från sextiotalet.Den nya kontorsbyggnaden är tänkt att ansluta till den befintliga, vilket har påverkat våningshöjder, modulmått och materialval. Fönster och en del kassetter är indragna i syfte att ge fasaden tydlig reliefverkan, och även minska värmeinstrålningen. De 9 000 kopparplåtarna som täcker fasaden har målet att byggnaden ska vara underhållsfri i minst 100 år. Ur miljöaspekt menar Josef Eder att det blir mindre avrinning från fasader än från tak och den avrinning som uppstår tas om hand av särskilt material närmast husväggen. Övriga medverkande på General Architecture har varit Olof Grip, John Billberg, Fabian Blücher, Erik Persson, Sanna Söderhäll, Erik Gardell, Jan Lidström, Bo Jonsson, Bengt Drakenmark.
Tillbyggnaden var ett av de 50 utvalda objekten i Arkitekturmuseets stora sommarutställning 00-tal, som visade vad som kännetecknar det första decenniet av 2000-talet inom arkitektur, landskap och inredning. Bland de som tidigare uppmärksammat byggnaden finns Gert Wingårdh, som i en artikel i branschtidningen Arkitektur beskrev byggnaden som ”Rationell arkitektur” och menade bland annat att ”Den nya tillbyggnaden är mycket lyckad och […] hävdar verksamhetens stora ekonomiska betydelse i stadsrummet.”. Arkitekturtidskriften Kritik beskriver byggnaden som ”En av de senaste årens allra mest mångfacetterade och mångtydigt formstarka byggnader i Sverige.” Tidskriften fortsätter ”När ett antal enkla måttkedjor och materialförhållanden möter varandra i tre dimensioner och sätts i relation till väder, vind, ljus och mörker finns ingen ände på de sinnliga sensationer som uppstår […] Skellefteå Krafts nya kontorsbyggnad är ett tungt maskineri för arkitektoniska sensationer.”
Byggnaden har nominerats till priset i kategorin kontor vid World Architecture Festival (WAF) i Barcelona och vann 2010 Sveriges Arkitekter Övre Norrlands Arkitekturpris (ÖNA-priset) med motiveringen ”[…] Den genomarbetade gestaltningen med ett sparsmakat materialval och den ovanliga skärpan i detaljerna vittnar om stor skicklighet hos arkitekterna”

### Skellefteå Kraft Arena
Stadens ishall bär namnet Skellefteå Kraft Arena, se rubriken nedan.

### Finnfors kraftstation
Finnfors kraftstation invigdes den 1 juli 1908. Arkitekt var Axel R Bergman. Byggnadsminne 1983. Se vidare Byggnadsminnen i Skellefteå kommun.

## Sponsoravtal
Skellefteå Kraft är en av huvudsponsorerna sponsorer av bl.a. Skellefteå AIK Hockey, Sunnanå SK och Skellefteå FF.
Skellefteå Kraft Arena (tidigare Skellefteå Isstadion) är hemmaarenan för Skellefteå AIK Hockey. En stor ombyggnad invigdes den 12 januari 2008.

## Av Skellefteå Kraft hel- och delägda kraftverk (urval)

### Vattenkraft
Se vidare Kraftverk i Skellefteälven.
| Kraftverk     | Älv           | Eleffekt (MW) | Normal årsproduktion (GWh) |
| ------------- | ------------- | ------------- | -------------------------- |
| Ringsele      | Skellefte älv | 0,85          | 4,3                        |
| Sädva         | Skellefte älv | 31            | 119                        |
| Rebnis        | Skellefte älv | 64            | 142                        |
| Bergnäs       | Skellefte älv | 8             | 30                         |
| Slagnäs       | Skellefte älv | 7             | 32                         |
| Grytfors      | Skellefte älv | 31            | 189                        |
| Rengård       | Skellefte älv | 36            | 203                        |
| Båtfors       | Skellefte älv | 48,6          | 188                        |
| Finnfors      | Skellefte älv | 54            | 237                        |
| Granfors      | Skellefte älv | 40            | 207                        |
| Krångfors     | Skellefte älv | 62            | 350                        |
| Selsfors      | Skellefte älv | 61            | 265                        |
| Sällsjö       | Indalsälven   | 160           | 350                        |
| Klippen       | Ume älv       | 27            | 100                        |
| Sikfors (75%) | Pite älv      | 33            | 139                        |

### Kraftvärmeverk
| Kraftverk                                                               | Eleffekt (MW) | Normal årsproduktion (GWh) |
| ----------------------------------------------------------------------- | ------------- | -------------------------- |
| Hedensbyverket, Skellefteå                                              | 40            | 170                        |
| Malå kraftvärmeverk, Malå                                               | 3             | 15                         |
| Skogsbacka kraftvärmeverk                                               | 15            | 50                         |
| Alholmens Kraft AB (24,9 %), Jakobstad, Finland                         | 70            | 500                        |
| Rönnskär                                                                | 10            | 50                         |
| Lycksele kraftvärmeverk, Lycksele, via dotterbolaget Lycksele Energi AB |               |                            |
| Biostor, Storuman, via dotterbolaget Storuman Värme AB                  |               |                            |

### Biobränsle
Skellefteå Kraft bedriver fjärrvärmeverksamhet i Skellefteå centralort, Skelleftehamn, Burträsk, Malå, Norsjö, Boliden och Lycksele. I kraftvärmeverken i Skellefteå, Malå och Lycksele sker elproduktion i kombination med produktion av fjärrvärme. I Skellefteå tillverkas cirka 91 400 ton biopellets som säljs under namnet soLett.

### Kärnkraft
- Forsmarks kärnkraftverk 1 och 2 (1,3 %), Östhammars kommun
- Forsmarks kärnkraftverk 3 (3,1 %), Östhammars kommun

### Vindkraft
- Uljabouda: 10 Vindkraftverk i drift sedan 2010
- Jokkmokksliden: 10 Vindkraftverk i drift sedan 2011
- Storliden: 8 Vindkraftverk i drift sedan 2011
- Bureå: 3 Vindkraftverk i drift sedan 2003
- Blaiken: 100 Vindkraftverk med planerad driftstart 2012

## Av Skellefteå Kraft hel- och delägda bolag
- Skellefteå Kraft Elnät AB	100%
  - Lycksele Elnät AB	100%
- Norrlands etanolkraft AB	45%
  - Sekab 22,5%
- Skellefteå Kraft Energihandel AB	100%
- Skellefteå Kraft Holding AB	100%
  - Lycksele Energi AB	100%
    - Storuman Värme AB	100%
- Skellefteå EnergiUnderhåll HB	100%
- Norrheden Torv AB	100%
- Nordsvenska Kraft AB	28%
- Oy Alholmens Kraft AB	25%
- Bisov Energi AB	100%
- AC Kraft AB	50%